# مک‌کورمیک
مک‌کورمیک (انگلیسی: McCormick) شرکت بسته‌بندی آمریکایی است، که در سال ۱۸۸۹ تأسیس شد.